# 麥克維爾鎮區 (明尼蘇達州艾特金縣)
萊克賽德鎮區（英語：Macville Township）是位於美國明尼蘇達州艾特金縣的一個行政鎮區。

## 地方資料
萊克賽德鎮區的面積為94.50平方千米，當中陸地面積為93.70平方千米，而水域面積為0.80平方千米。根據2020年美國人口普查的數據，當地共有人口170人，而人口密度為每平方千米1.8人。